# Årets Arne
Årets Arne er en pris, der uddeles årligt af Akademisk Arkitektforening og er opkaldt efter Arne Jacobsen.
Akademisk Arkitektforening skriver på deres hjemmeside:
"Bag den årligt tilbagevendende arkitekturpris – hvis formål er at hædre arkitekter og andre personligheder, som understøtter arkitektonisk nytænkning i København og driver byen fremad til nye succeser – står Akademisk Arkitektforenings lokalledelse i København."